# 大納川憲治
大納川 憲治（だいながわ けんじ、1949年5月17日 - ）は、広島県吉田町出身で木瀬部屋所属の元大相撲力士。本名は長本 憲治（ながもと けんじ）。最高位は幕下11枚目。力士時代の体格は身長180cm、体重120kg。得意手は右四つ、寄り。

## 来歴
1965年5月場所初土俵（同期には元大関貴ノ花）。1969年3月場所三段目優勝。 昭和40年代半ばより甚句を唄い始める。 昭和50年代は、相撲甚句のトリを務める。巡業中などは彼の甚句を聴きたいがために親方衆、関取衆がわざわざ出向いて聴き惚れたと云う伝説を持つ。 最終場所は1980年9月場所。現役時代より歌唱力の高さを評価され数社よりレコードを発売する。
現在は、全国大納川相撲甚句会の総師範として活躍中。弟子に大相撲三役格 行司の6代木村玉治郎がいる。
2010年1月、ウイングより当地興行だけを集めたCDを約16年ぶりに新録音で発売。その歌声は益々磨きがかかり円熟味を増している。
　
2012年5月27日、甚句づくりの名手、元三役格呼出し永男の遺作となった怪力大関魁皇博之（2012年3月コロムビアから相撲甚句～名力士編～CD発売 永男の指名で大納川がレコーディング）を魁皇引退相撲で数十年ぶりに本土俵で満員の国技館で熱唱して相撲甚句の真髄を披露した。

## レコード、CD
東芝TW-7008　相撲甚句　大相撲ムードと櫓太鼓　1973．1.6
オニオンMR-3002　おもかげ　夜霧にぬれて　1976
クラウンSWS-26　櫓太鼓に流れるうた　相撲甚句　1977
ビクターSJV-2051　極め付！相撲甚句　1978･2･25
東芝TW-50011　相撲甚句　1978･5･5
コロムビアFZ-7201　名調子　相撲甚句の魅力　1978.5
コロムビアFZ-7209　相撲甚句歴代横綱のすべて　1978･11
コロムビアFZ-7210　相撲甚句　名勝負十番　1979･9
テイチク　TECD-30285　相撲甚句　～第64代横綱曙昇進甚句入り～　1993.12.16　CD
ローオンレコード　OST-6404　雷電　けい子
ウイング　YZWG-008　相撲甚句レジェンド　～競演、当地興行～　2010．1.6　CD
コロムビアcocn-30037　相撲甚句　～名力士編～　2012.3.21　CD
ウイング　YZWG-010　相撲甚句レジェンドⅡ　～ALL STARS～　2012．7.4　CD
パインスター　PISC-1208　沓掛時次郎　2012.10.3　CD